# Magic (magazine)
Pour les articles homonymes, voir Magic.
Magic, revue pop moderne est un magazine apparu en mars 1995, cofondé par Serge Nicolas, Philippe Jugé bientôt rejoints par Christophe Basterra et Eric Pérez, dirigé pendant neuf années par Christophe Basterra et qui publie depuis janvier 2022 deux types de publication, un hebdomadaire (39 numéros par an) et un trimestriel (4 numéros par an).
Il naît comme un bimestriel, devient mensuel à partir de 1999, avant de devenir bimestriel en janvier 2017 puis, après la scission entre les équipes, de se décliner sous la forme d'un webzine, Section26, et en version sur papier, de deux publications distinctes et complémentaires, d'un hebdomadaire et d'un trimestriel en janvier 2022.

## Histoire
Issu du fanzine Magic Mushroom dont le premier numéro sort à l'occasion de la route du rock à Saint-Malo, il apparaît à ses débuts, pour certains, comme le successeur de l'ancienne formule mensuelle des Inrockuptibles. Orienté essentiellement pop et rock indépendant à ses débuts, le lancement ayant eu lieu lors de l'essor de la britpop, le magazine s'intéresse aussi aux scènes électronique, folk, noise... Depuis 2017, sans renoncer à ses enthousiasmes originels pour la pop indé, le magazine s'ouvre aux sonorités jazz, contemporaine, hip-hop et great black music.
Le magazine se caractérise par une ouverture particulière aux artistes internationaux, au-delà de l'Angleterre ou des États-Unis, et aux jeunes artistes français.
Après 21 années d'existence et 201 numéros publiés, le magazine cesse sa publication en mai 2016 en raison de sa difficulté à se financer. En août de la même année, un retour en kiosque est annoncé à la suite de son rachat par Luc Broussy et le groupe de presse professionnelle EHPA presse,. Ce retour en kiosque est effectif en janvier 2017. Magic devient alors un bimestriel de 132 pages vendu au prix de 8 euros.
En octobre 2017, le rédacteur en chef Vincent Théval et la rédactrice en chef adjointe Johanna Seban démissionnent. Le 6 novembre 2017, la veille de la parution du numéro 207, le repreneur Luc Broussy annonce que le numéro 208 ne sera pas publié en janvier 2018 mais au printemps afin de se donner le temps de redéfinir le modèle économique du titre, toujours déficitaire.
Le 16 novembre 2017, 26 journalistes, dont les plumes historiques du titre (Matthieu Grunfeld, Etienne Greib, Nicolas Plommée, Gérôme Guibert, Xavier Mazure...) et certains des créateurs du titre, comme Christophe Basterra, annoncent leur démission collective dans un communiqué où ils incriminent plus précisément le repreneur du titre.
Le 20 décembre, le collectif démissionnaire, auto-intitulé Section 26, lance un fanzine gratuit de 64 pages, Mushroom, clin d’œil aux origines de la revue, basé sur le crowdprinting (impression participative),, puis lance un site internet, Section26.
En mars 2018, après la création d'une nouvelle société éditrice distincte d'EHPA Presse, Magic, revue pop moderne revient en kiosques. Quinze bimestriels paraîtront jusqu'en juin 2020 avec une équipe rajeunie, pilotée par le journaliste Cédric Rouquette, avec des signatures comme Jean-Marie Pottier, Pierre Lemarchand, Pierre Evil, Alexandra Dumont ou Wilfried Paris.
En mars 2020, Magic célèbre ses 25 ans dans son numéro 221. Les cofondateurs Serge Nicolas et Philippe Jugé retracent l'histoire du magazine dans un grand entretien co-réalisé par Luc Broussy et Cédric Rouquette.
En septembre 2020, Luc Broussy signe aune lettre aux lecteurs de Magic annonçant l'absence de parution du numéro 223 et la suspension du titre. "Notre trésorerie, vidée par les conséquences de la crise du COVID sur le monde de la culture, ne nous (a) pas permis (de paraître). Avec vous, nous reviendrons."
Le magazine fait malgré tout paraître un hors-série sur les 100 meilleurs disques de l'année en décembre 2020, poursuit l'expérience d'un podcast de trois numéros et nourrit son site Internet de revue des sorties et d'interviews.
Le 29 septembre 2021, Magic publie sur les réseaux sociaux un visuel énigmatique annonçant simplement "Magic revient", puis sur son site Internet un article annonçant sa sortie des kiosques et la conception d'un "produit hors du commun proposé à l’abonnement, et à l’abonnement seulement" suivi d'une campagne de financement participatif.
Le 6 octobre 2021, la campagne est lancée autour d'un projet de double parution, un hebdomadaire de 16 pages dépliant et un trimestriel au format « mook » de 180 pages ainsi que le lancement d'un site freemium permettant aux abonnés d'accéder à du contenu réservé en ligne.
Le 8 décembre 2021, le magazine annonce la réussite de la campagne, qui débouche en décembre 2021 sur la parution du premier Magic sous forme "mook" (magazine 22,5 x 16 cm) consacré aux 100 meilleurs disques de l'année.
Le 13 janvier 2022, le premier hebdomadaire de l'histoire de Magic est livré chez les abonnés avec l'artiste Cat Power en couverture.